# Ristinge Klint
Ristinge Klint er en to kilometer lang, op til 30 meter høj fredet klint ud mod Marstal Bugt, på sydvestsiden af den fem kilometer lange halvø Ristinge på det sydlige Langeland.
Halvøen er skabt af en af de mange gletsjere, der her skød ind over området fra sydøst. Det var det ungbaltiske fremstød i slutningen af Weichsel-istiden for 17.000 år siden, der formede halvøen – og i øvrigt også mange andre steder i Det Sydfynske Øhav.
Havstrømme og bølger har siden da slået ind på kysten, og dele af den er skredet i havet og har blotlagt en lang række forskellige lag i klinten. Lagene ligger på tværs af Ristingehalvøen, og det er det sidste isfremstød, der bragte uorden i lagene. Ser man klinten fra stranden eller ude fra havet, ligger de enkelte lag ikke vandret, men næsten lodret, hældende en smule til venstre.
Der findes mere end 30 skråtstillede lag (geologerne kalder dem ”flager”), som rummer hav-aflejringer fra den næstsidste mellemistid, Eem-mellemistiden, og gletsjeraflejringer fra hele sidste istid. Det ældste ler er ”Det blanke ler”, der er 130.000 år gammelt. Ovenpå dette er Cyprina Leret og derover igen er et lag af fint, hvidt sand, omkring 50.000 år gammelt og aflejret af vand og vind. De ældste morænelag er fra det gammelbaltiske fremstød, 50.000 år gammelt. Hele klinten er dækket af flyvesand, der er blæst op fra stranden og ligger på toppen af klinten. Det er en proces, der stadig foregår.

## Planteliv
På klintens top er der områder med kratskov, der nogle steder er en bevoksning med eg og skov-fyr, som er omkring 30 år gammel. Flere af arealerne ovenfor klinten har dog overdrevsagtig karakter. Det er et smalt overdrev, kun 5-10 m bredt. Hvor overdrevet er bredere, er det dækket af krat. Området rummer mere end 100 plantearter og mange er varme- og tørkeelskende, der trives i det såkaldte ”Storebæltsklima”, der er karakteriseret ved mindre nedbør, mere varme og mere solrigt end andre steder.

## Dyrelivet
På klintområdet er der også registreret sjældne biller og sommerfugle. De særlige klimatiske forhold giver også plads til den sjældne ”korthalset oliebille”, der er en sårbar art. Her lever klintskyggebille, sandoldenborre og skræntoldenborre. Den syd- og mellemeuropæiske bi Andrena fulva er i Skandinavien kun registreret på Ristinge Klint.
Ud for Ristinge Klint er der gode muligheder for – i sommerhalvåret og i stille vejr – at få øje på marsvin. Om vinteren ses flokke af ederfugle, hvinænder og skarver på havet.

## Fredning mm
Ristinge Klint er kendt internationalt og er foreslået som et internationalt geologisk interesseområde under UNESCO. Ristinge Klint er et af de tre geosites i Geopark Det Sydfynske Øhav. Hele halvøen og et nærliggende, delvis tørlagt nor er et særligt beskyttelsesområde for geologi, og Klinten blev fredet i 1922. Den gamle fredning er justeret flere gange (nu i alt 25 ha), i 1951, 1960 og 1987.